# Real Audiencia de Aragón

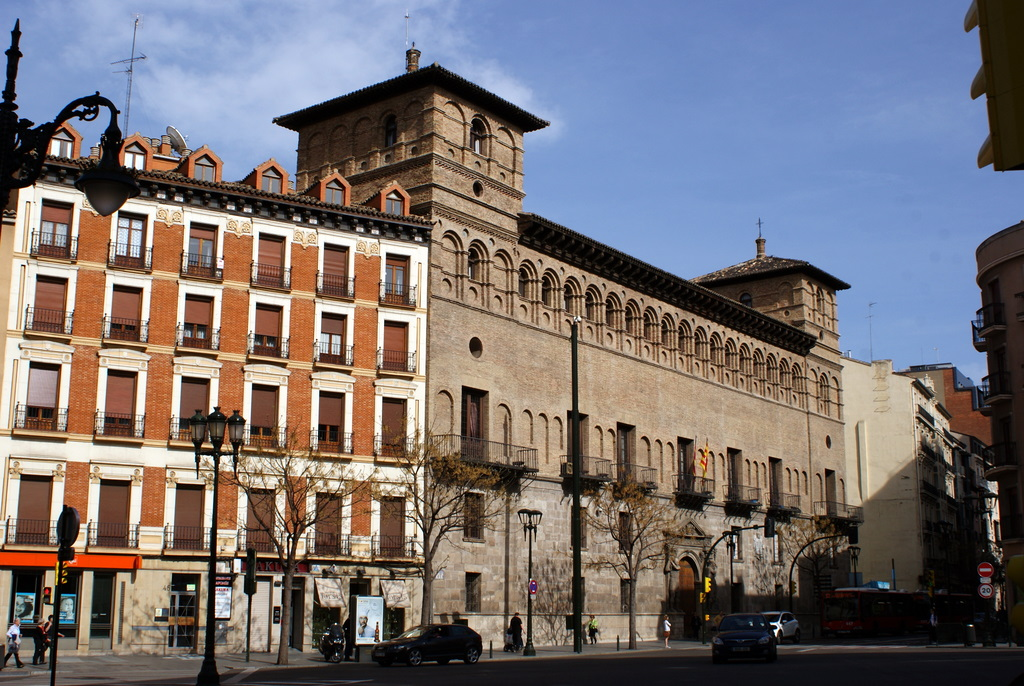
Casa de la Audiencia o Palacio de los Condes de Luna.

La Real Audiencia de Aragón fue una institución básica en la administración de justicia en el antiguo Reino de Aragón.

## Historia
La Real Audiencia de Aragón no tiene una fecha de creación determinada. Puede haberse iniciado en el siglo XIV como evolución de la primitiva Cancillería Real configurada bajo el reinado de Pedro IV (1319-1387), cuando al canciller, vicecanciller o regente se les dota de consejeros. La creación de la Real Audiencia supone una clara competencia con la Corte del Justicia de Aragón, hasta entonces única corte administradora de justicia encargada de resolver los conflictos entre la monarquía y los ciudadanos.
La Audiencia tenía su sede en Zaragoza, salvo decisión personal del rey, celebración de cortes generales o peligro de la peste que, en 1564 por ejemplo, fuerza su traslado a Cariñena.

## Composición y funciones
En 1528 tiene lugar una gran reforma a la que seguirán otras hasta que las disposiciones impuestas por Felipe V en el siglo XVIII, modifiquen por completo el modelo jurídico, político y administrativo de los diferentes reinos de la Corona de Aragón.
La presidencia de la primitiva Audiencia o Consejo correspondía al rey, o en su defecto, al lugarteniente general o al primogénito del rey. Carlos V convierte a la institución en un órgano colegiado al disponer en 1528 que el vicecanciller, regente de la cancillería, no puede dictar sentencias sin el Consejo, formado por cuatro consejeros nombrados por el rey.
En 1565 se establece una Sala de lo Criminal dentro de la Real Audiencia, con cinco consejeros, distinguiéndose a partir de ese momento entre los consejeros de lo criminal y consejeros de lo civil. Con esta organización se llegará al siglo XVIII.
La Audiencia Real se transforma profundamente con los Decretos de Nueva Planta de Felipe V cuando en 1707 dispone que se organice y gobierne como las Chancillerías de Valladolid y Granada. En 1711 se crea una segunda Sala de lo civil, al modo de la de Sevilla, manteniéndose los cinco alcaldes para lo criminal. El presidente efectivo de la Audiencia de Aragón es el regente de la Audiencia.
En el siglo XIX las Reales Audiencias son sustituidas por Audiencias Territoriales.

## El archivo

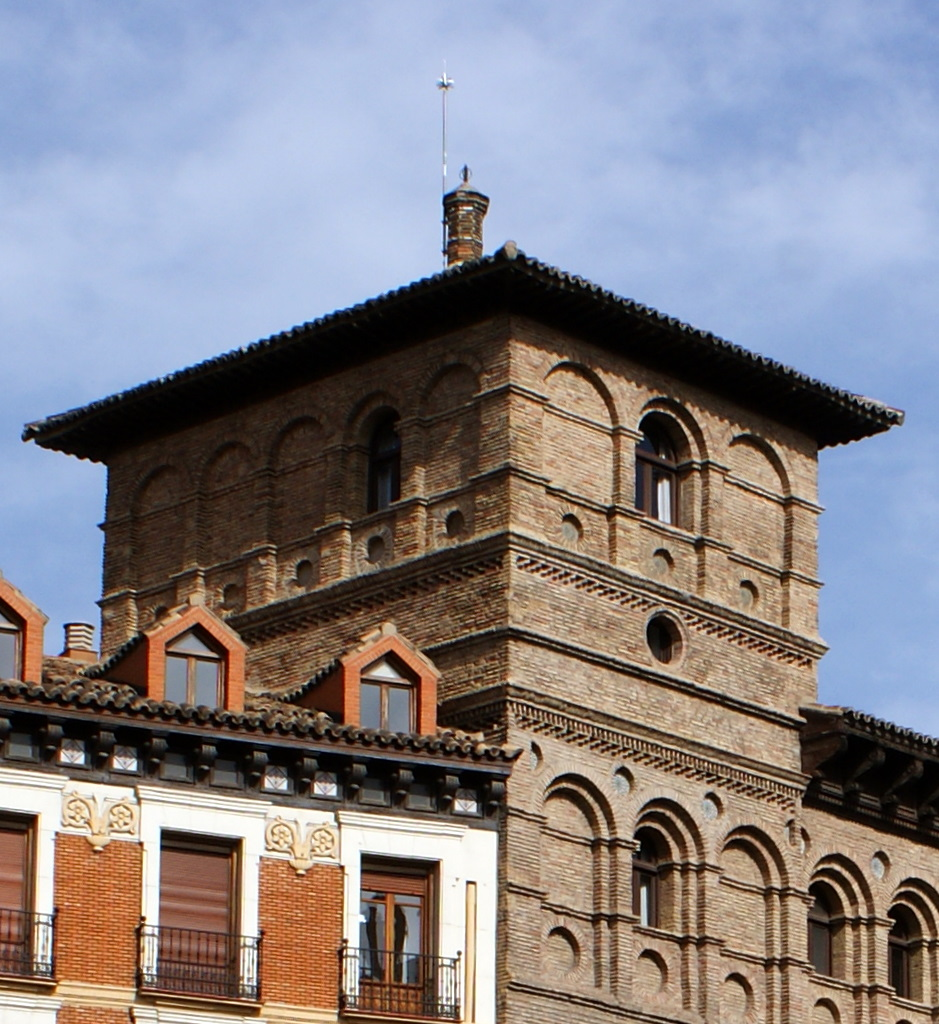
Torre de la Casa de la Audiencia

Los documentos la Real Audiencia de Aragón se guardaban en Zaragoza, en el archivo de la Audiencia, que se ubicó en las Casas del Reino, en la plaza de la Seo de esta ciudad. Los sitios sufridos por Zaragoza durante la Guerra de la Independencia destruyeron dichos edificios y, con ellos, gran parte de los archivos que éstos albergaban. Acabada la Guerra, la Real Audiencia se instaló en el palacio de la Inquisición del Reino para ser trasladada más tarde a un edificio de la calle del Coso de Zaragoza, al Palacio de los Luna, sede del actual Tribunal Superior de Justicia de Aragón.
En 1982 y 1983, debido a la saturación del archivo de la Audiencia Territorial, la documentación conservada se transfirió al Archivo Histórico Provincial de Zaragoza donde se encuentra actualmente.
Los documentos conservados de la Real Audiencia de Aragón están fechados entre 1381 y 1870 y son una riquísima fuente para la investigación histórica.
El fondo se organiza en tres secciones:
1. Gobierno
2. Civil
3. Penal

### Acceso
El acceso a la documentación de la Real Audiencia de Aragón es libre aunque puede estar limitado por razones de conservación (Ley de Patrimonio Histórico Español (LPHE), artículo 62).